# Epistephium ellipticum
Epistephium ellipticum là một loài thực vật có hoa trong họ Lan. Loài này được R.O.Williams & Summerh. mô tả khoa học đầu tiên năm 1928.